# Ludwig Plagge
Ludwig Plagge (ur. 13 stycznia 1910 w Landesbergen, zm. 24 stycznia 1948 w Krakowie) – zbrodniarz hitlerowski, członek załóg obozów koncentracyjnych Sachsenhausen, Auschwitz-Birkenau i Majdanek oraz SS-Oberscharführer.

## Życiorys
Ukończył 8 klas szkoły powszechnej, z zawodu był rolnikiem. Członek NSDAP od 1 grudnia 1931 i SS od października 1934 (numer identyfikacyjny 270620). W listopadzie 1939 został wcielony do czynnej służby w SS i przydzielono go do obozu koncentracyjnego Sachsenhausen, gdzie przebywał do czerwca 1940, a następnie przeniesiono go do nowo utworzonego obozu koncentracyjnego Auschwitz. Plagge przebywał w nim do 4 października 1943 i pełnił w nim m.in. funkcję kierownika bloku więźniarskiego (Blockführera), w tym kierownika "bloku śmierci", nr 11 w obozie macierzystym, oficera raportowego SS (Rapportführera oraz kierownika tzw. obozu cygańskiego na odcinku BIIe (Abschnitt BIIe – Zigeunerlager) w Birkenau. Z Auschwitz-Birkenau przeniesiono do obozu Majdanek w Lublinie, a w 1944 Plagge znalazł się we Flossenbürgu. Był członkiem organizacji Lebensborn.
Plagge był jednym z najbardziej sadystycznych i okrutnych esesmanów, którzy pełnili służbę w obozie oświęcimskim. Uczestniczył w akcji eksterminacyjnej Żydów przeprowadzanej w komorach gazowych Brzezinki. Dokonywał bardzo często selekcji chorych i niezdolnych do pracy więźniów, posyłając ich na śmierć w komorach gazowych. Brał aktywny udział w egzekucjach, zarówno przez rozstrzelanie (przy Czarnej Ścianie koło bloku 11), jak i przez powieszenie, co dotyczyło licznej grupy więźniów. Był specjalistą w maltretowaniu więźniów, którzy przebywali na kwarantannie na początku swojego pobytu w Auschwitz (Plagge zmuszał nowo przybyłych do uprawiania tzw. "sportu", który był torturą i nierzadko kończył się śmiercią więźniów). Często bił więźniów, co czasami powodowało ich śmierć.
Po wojnie stanął przed polskim Najwyższym Trybunałem Narodowym i był jednym z oskarżonych w pierwszym procesie oświęcimskim. Podczas procesu przyznał się jedynie do bicia więźniów, a w ostatnim słowie zwrócił się z prośbą do sądu by "po odcierpieniu kary znów uważać go za porządnego człowieka", licząc że Trybunał oszczędzi mu życie. Jednak wobec przytłaczających dowodów zbrodni, 22 grudnia 1947 Najwyższy Trybunał Narodowy skazał Ludwiga Plagge na karę śmierci przez powieszenie, którą wykonano w więzieniu Montelupich w Krakowie.